# Lac de La Beunaz
Le lac de La Beunaz (se prononce La Beune) est un lac naturel aménagé, située sur la commune de Saint-Paul-en-Chablais dans le pays de Gavot. Le lac est aménagé en base de loisirs en 1951 par André Caza.

## Toponyme
La Beunaz dérive du patois beuna, bouèna ou bouna qui désigne une « borne » ou une « limite ». 

## Géographie
Le lac de la Beunaz fait partie d'un groupe de plans d'eau et de zones humides réparties entre Saint-Paul-en-Chablais et Bernex et dont il est le plus grand représentant. Sa rive nord est en grande partie aménagée pour la base de loisirs. Le reste de la rive est naturel et des roselières sont localement présentes.

### Géologie
La formation du lac de la Beunaz ainsi que des nombreux autres plans d'eau du pays de Gavot est très tôt associée à une origine glaciaire,,. Le lac de la Beunaz se distingue cependant par son mode de formation. Au cours de la glaciation de Würm, le pays de Gavot est une zone de convergence entre d'une part les glaciers d'Ugine, provenant de la dent d'Oche, et de la Dranse au sud et d'autre part le glacier du Rhône au nord. Leur interaction conduit à la mise en place d'une moraine médiane puis d'une seconde moraine à la suite du retrait du glacier du Rhône. Ces deux bandes morainiques successives agissent comme des digues ceinturant une dépression. Grâce à la présence d'argile dans le substrat morainique, les eaux de pluie et de fonte s’accumulent et forme le lac de la Beunaz.
Une carotte sédimentaire a été prélevée dans une tourbière au nord-ouest du lac de la Beunaz,. Elle a permis de récolter des échantillons de pollens répartis entre 1890 et 4615 ans AP (220 ap. J.-C. à 3650 ans av. J.-C.). Les données ont démontré que la tourbière est très postérieure à la phase glaciaire et pourrait résulter de la formation d'une doline à la suite de la dissolution des niveaux de gypse et de cargneule dans le sous-sol, réfutant ainsi l'hypothèse glaciaire d'Élie Gagnebin. L'enregistrement pollinique indique que l'environnement au Néolithique moyen était dominé par des forêts de sapins et d'hêtres et est contemporain de l'implantation de communautés humaines (civilisation de Cortaillod) sur la rive méridionale du Léman. À partir de 3390 ± 35 ans AP, la hêtraie–sapinière régresse corroborant l'occupation humaine de la région. Elle est d'une part remplacée par des noisetiers, des chênes et des épicéas et d'autre part l'apparition d'espèces de prairie souligne le développement d'une activité agropastorale et des périodes de déforestation. La présence romaine semble avoir ensuite précipité le déclin du sapin qui était très utilisé dans la construction.

### Hydrologie
Le lac ne présente pas d'alimentation. Son niveau demeure relativement constant ce qui suppose qu'il est probablement alimenté par des infiltrations depuis la nappe phréatique située dans la moraine. La zone marécageuse située au sud du lac semble par ailleurs servir de communication avec le lac Noir.

## Histoire de la plage de la Beunaz

### Arrivée d'André Caza à Bernex

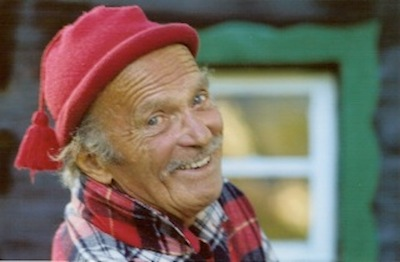
André Caza en 1991.

André Caza s'installe dans le pays de Gavot en novembre 1950,. Après avoir lancé la station de ski de Bernex, l'hiver suivant, avec des familles de la région, André Caza souhaite développer des activités estivales pour étoffer l'offre de loisirs et améliorer les revenus pour sa famille. Il a l'ambition de se baigner dans un lac glacé après avoir fait du ski. Le maire de Saint-Paul-en-Chablais lui parle alors du lac de la Beunaz qui avait alors mauvaise réputation.

### Création et développement de la plage de la Beunaz
Il arrive au lac de la Beunaz le 15 avril 1951 et découvre que le lac présente une eau relativement tempéré 16 °C malgré une altitude de 1 000 m. Il décide alors de convertir le lac de la Beunaz en espace de baignade. Il obtient pour cela une concession de la mairie de Saint-Paul-en-Chablais et avec l'aide des propriétaires des parcelles jouxtant le lac, il aménage le lac. Il achète un chalet construit par les Allemands au pied des Cornettes de Bise pour abriter les prisonniers de guerre et le transporte au lac pour le convertir en restaurant, géré par sa femme « Cazette ». Il creuse une piscine pour enfants, construit des terrasses et aménage la plage de la Beunaz en plantant des arbres. La base de loisirs est inaugurée deux mois plus tard devant 250 personnes et se clôture par la première exhibition de plongeon d'André Caza, ancien champion d'Europe de plongeon.
André Caza travail ensuite à développer l'activité en créant de nouvelles attractions. Il installe ainsi en 1953, un sauna finlandais et un jardin d'enfant. Il inaugure en 1959 le Télébeune, une tyrolienne survolant le lac, sur les conseils de son fils Vincent. Il installera ensuite un mini-golf, des trampolines et un tremplin de ski acrobatique. Il crée aussi cinq spectacles par an qui sont animés par sa famille. Il organise des démonstrations de plongeon le dimanche et commente avec humour avec son « gueulophone » les acrobaties des visiteurs qui cherchent à l'imiter. Fort de son expérience dans la communication, il fait venir une clientèle parisienne et suisse. Danielle Mitterrand bénéficie même d'une loge réservée. Il développe aussi le concept d'« étoile du berger », une étoile orange destinée à identifier la plage de la Beunaz.

### Changement de gestion et nouveaux aménagements
André Caza cesse de s’investir dans la gestion de la base de loisirs après le décès de sa femme en 1982 et confie la gestion du site à sa fille Maylis. À la suite des incendies en 1983 du restaurant (janvier) et du sauna (juin), les nouveaux propriétaire nouent un partenariat avec la commune de Saint-Paul-en-Chablais. Le site est réaménagé et mise aux normes. Il rouvre en juin 1986. La commune devient propriétaire du site en 1995 et en confie la gestion à Indiana'ventures qui en profite pour installer un parcours accrobranche.